# Scyllarides nodifer
Scyllarides nodifer is een tienpotigensoort uit de familie van de Scyllaridae. De wetenschappelijke naam van de soort is voor het eerst geldig gepubliceerd in 1866 door Stimpson.